# Конде ан Бри
Конде ан Бри (фр. Condé-en-Brie) насеље је и општина у североисточној Француској у региону Пикардија, у департману Ен (Пикардија) која припада префектури Шато Тјери.
По подацима из 2011. године у општини је живело 659 становника, а густина насељености је износила 144,52 становника/km². Општина се простире на површини од 4,56 km². Налази се на средњој надморској висини од 83 метара (максималној 221 m, а минималној 75 m).

## Демографија
| 1962. | 1968. | 1975. | 1982. | 1990. | 1999. | 2011. |
| ----- | ----- | ----- | ----- | ----- | ----- | ----- |
| 561   | 592   | 653   | 609   | 591   | 626   | 659   |

График промене броја становника у току последњих година